# Log-Dragomer
Log-Dragomer (em alemão:  Mansburg) é um município da Eslovênia. A sede do município fica na localidade de Dragomer. O município foi criado em 2006 quando foi segregado do município de Vrhnika.